# David Harbour
David Kenneth Harbour (New York, 10 aprile 1975) è un attore statunitense.
Ha recitato piccoli ruoli in numerosi film e serie televisive, tra cui I segreti di Brokeback Mountain, Revolutionary Road, Manhattan, The Newsroom, Hellboy, Black Widow e Thunderbolts*. La notorietà arriva con il ruolo di Jim Hopper nella serie televisiva Netflix di successo Stranger Things, per la quale si è aggiudicato un Critics' Choice Television Award e uno Screen Actors Guild Award, ricevendo due candidature al Premio Emmy e una al Golden Globe nella sezione miglior attore non protagonista in una serie.

## Biografia

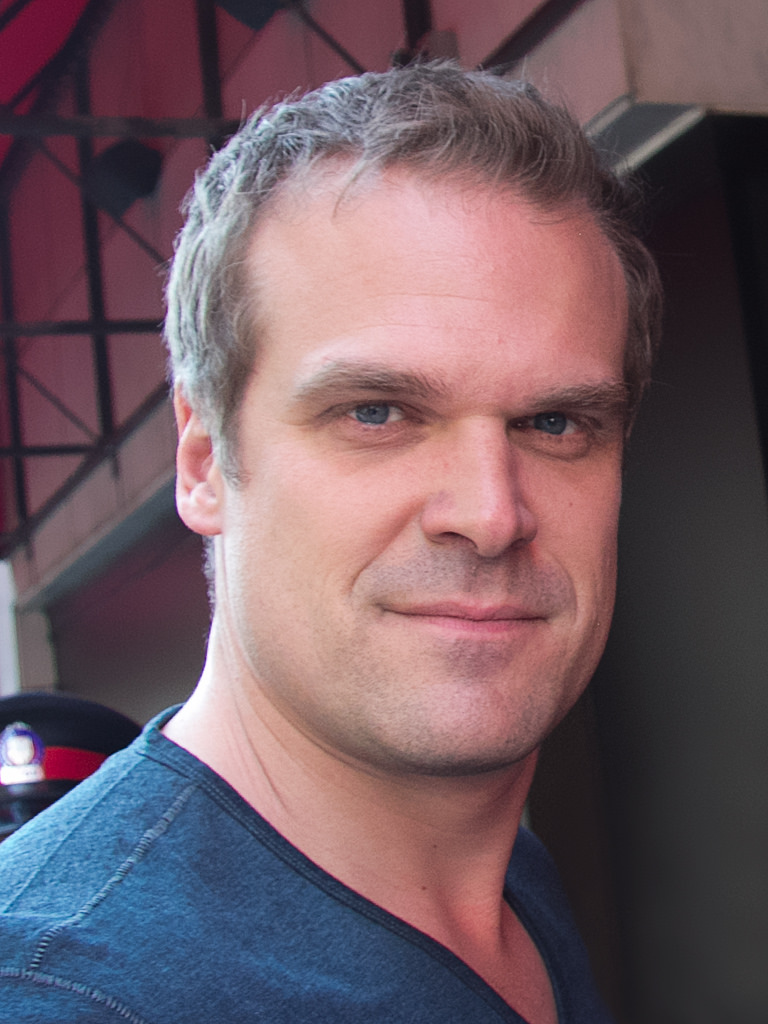
Harbour al Toronto International Film Festival del 2014

Harbour ha studiato alla scuola superiore di Byram Hills, ad Armonk, New York, insieme agli attori Sean Maher ed Eyal Podell. Si è laureato al Dartmouth College di Hanover, New Hampshire, nel 1997. La prima produzione di rilievo cui partecipa risale al 2005, quando prende parte al cast del film di Ang Lee I segreti di Brokeback Mountain. Nello stesso anno, a Broadway, viene candidato a un Tony Award al miglior attore non protagonista in uno spettacolo per Chi ha paura di Virginia Woolf?. Nel 2008 ottiene una parte nel film Revolutionary Road, di Sam Mendes; sempre nello stesso anno recita nella pellicola di Marc Forster, Quantum of Solace.
Recita al fianco di Seth Rogen nel 2011 nel film The Green Hornet, mentre nel 2012 diventa uno dei protagonisti del film End of Watch - Tolleranza zero, di David Ayer. Prende parte, nel 2014, ad alcuni episodi della prima stagione della serie televisiva Manhattan, recitando la parte del dottor Reed Akley. Nel 2014 diventa uno dei protagonisti della serie televisiva State of Affairs, interpretando il ruolo del politico David Patrick. La serie viene cancellata nel 2015, dopo una sola stagione. Sempre nello stesso anno interpreta una parte nel film di Scott Cooper, Black Mass - L'ultimo gangster. Sempre nel 2014 era presente nel cast del film The Equalizer - Il Vendicatore.
Nel 2016 ottiene la parte di Dexter Tolliver, nel film del DC Extended Universe, Suicide Squad. Sempre nel 2016 è entrato nel cast della serie televisiva targata Netflix Stranger Things, in cui ha interpretato il ruolo di Jim Hopper. Inoltre, nel 2017, prende parte al film Sleepless - Il giustiziere, assieme a Jamie Foxx. Nel 2019 ottiene il ruolo di Hellboy nell'omonimo film reboot, diretto da Neil Marshall. Nell'aprile dello stesso anno ha ottenuto il ruolo del Guardiano Rosso, la controparte russa di Capitan America, nel film del Marvel Cinematic Universe Black Widow, diretto da Cate Shortland.

## Vita privata
È stato sentimentalmente legato all’attrice e cantante Alison Sudol fino al 2019. Nello stesso anno intraprende una relazione con la cantante Lily Allen, con cui convola a nozze il 7 settembre 2020 a Las Vegas.

## Filmografia

### Attore

#### Cinema
- Kinsey, regia di Bill Condon (2004)
- Confess - La verità.. è in rete (Confess), regia di Stefan Schaefer (2005)
- I segreti di Brokeback Mountain (Brokeback Mountain), regia di Ang Lee (2005)
- La guerra dei mondi (War of the Worlds), regia di Steven Spielberg (2005)
- Shut Up and Sing, regia di Bruce Leddy (2006)
- Midnight Son, regia di Adam Davenport - cortometraggio (2007)
- Awake - Anestesia cosciente (Awake), regia di Joby Harold (2007)
- Quantum of Solace, regia di Marc Forster (2008)
- Revolutionary Road, regia di Sam Mendes (2008)
- State of Play, regia di Kevin Macdonald (2009)
- Every Day, regia di Richard Levine (2010)
- Isolation, regia di Stephen Kay (2011)
- W.E. - Edward e Wallis, regia di Madonna (2011)
- Thin Ice - Tre uomini e una truffa (Thin Ice), regia di Jill Sprecher (2011)
- The Green Hornet, regia di Michel Gondry (2011)
- Volano coltelli (Knife Fight), regia di Bill Guttentag (2012)
- End of Watch - Tolleranza zero (End of Watch), regia di David Ayer (2012)
- Between Us, regia di Dan Mirvish (2012)
- Snitch - L'infiltrato (Snitch), regia di Ric Roman Waugh (2013)
- Parkland, regia di Peter Landesman (2013)
- The Equalizer - Il vendicatore (The Equalizer), regia di Antoine Fuqua (2014)
- X/Y, regia di Ryan Piers Williams (2014)
- La preda perfetta - A Walk Among the Tombstones (A Walk Among The Tombstones), regia di Scott Frank (2014)
- Black Mass - L'ultimo gangster (Black Mass), regia di Scott Cooper (2015)
- Suicide Squad, regia di David Ayer (2016)
- Indifferent Women, regia di Charlie Birns (2017)
- Sleepless - Il giustiziere (Sleepless), regia di Baran bo Odar (2017)
- Human Affairs, regia di Charlie Birns (2018)
- Hellboy, regia di Neil Marshall (2019)
- Frankenstein's Monster's Monster, Frankenstein, regia di Daniel Gray Longino (2019)
- Tyler Rake (Extraction), regia di Sam Hargrave (2020)
- Black Widow, regia di Cate Shortland (2021)
- No Sudden Move, regia di Steven Soderbergh (2021)
- Una notte violenta e silenziosa (Violent Night), regia di Tommy Wirkola (2022)
- Un fantasma in casa (We Have a Ghost), regia di Christopher Landon (2023)
- Gran Turismo - La storia di un sogno impossibile (Gran Turismo), regia di Neill Blomkamp (2023)
- Thunderbolts*, regia di Jake Schreier (2025)
- A Working Man, regia di David Ayer (2025)

#### Televisione
- Law & Order - I due volti della giustizia (Law & Order) – serie TV, episodi 10x07 e 18x12 (1999-2008)
- Law & Order - Unità vittime speciali (Law & Order: Special Victims Unit) – serie TV, episodio 4x07 (2002)
- Hack – serie TV, episodio 2x3 (2003)
- Law & Order: Criminal Intent – serie TV, episodi 4x08 e 8x09 (2004-2009)
- The Book of Daniel – serie TV, episodio 1x03 (2006)
- The Unit – serie TV, episodio 3x07 (2007)
- Lie to Me – serie TV, episodio 1x10 (2009)
- Royal Pains – serie TV, episodi 1x09 (2009)
- Tilda – film TV, regia di Bill Condon (2011)
- Blue – serie TV, episodi 1x01, 1x06 e 1x07 (2012)
- Pan Am - serie TV, 6 episodi (2012)
- Midnight Sun – film TV, regia di Brad Anderson (2012)
- The Newsroom – serie TV, 10 episodi (2012-2014)
- Elementary – serie TV, episodio 1x05 (2013)
- Rake – serie TV, 13 episodi (2014)
- Manhattan – serie TV, 10 episodi (2014)
- State of Affairs – serie TV, 13 episodi (2014-2015)
- Banshee - La città del male (Banshee) – serie TV, episodi 3x10 e 4x01 (2015-2016)
- Stranger Things – serie TV, 34 episodi (2016-2022)
- Crisi in sei scene (Crisis in Six Scenes) – serie TV, episodio 1x02 (2016)

### Doppiatore
- Animals – serie animata, episodio 3x10 (2018)
- I Simpson (The Simpsons) – serie animata, episodio 32x01 (2020)
- I Greens in città (Big City Greens) – serie animata, episodio 2x29 (2021)
- Star Wars: Visions – serie animata, episodio 1x07 (2021)
- Alone in the Dark – videogioco (2024)
- Creature Commandos - serie animata, (2024)
- What If...? - serie animata, 2 episodi (2024)
- Night of the Zoopocalypse - film (2025)

## Teatro (parziale)
- L'invenzione dell'amore di Tom Stoppard. Lyceum Theatre di Broadway (2001)
- La dodicesima notte di William Shakespeare. Delacorte Theater dell'Off-Broadway (2002)
- Fifth of July di Lanford Wilson. Signature Theatre Company dell'Off-Broadway (2005)
- I due nobili congiunti di William Shakespeare. Delacorte Theater dell'Off-Broadway (2005)
- Chi ha paura di Virginia Woolf? di Edward Albee. Longacre Theatre di Broadway, Apollo Theatre di Londra (2005)
- The Coast of Utopia di Tom Stoppard. Lincoln Center di Broadway (2006)
- Amleto di William Shakespeare. Delacorte Theater dell'Off-Broadway (2008)
- Il mercante di Venezia di William Shakespeare. Broadhurst Theatre di Broadway (2010)
- Romeo e Giulietta di William Shakespeare. Delacorte Theater dell'Off-Broadway (2012)
- Glengarry Glen Ross di David Mamet. Gerald Schoenfeld Theatre di Broadway (2013)

## Doppiatori italiani
Nelle versioni in italiano delle opere in cui ha recitato, David Harbour è stato doppiato da:
- Massimo Bitossi ne I segreti di Brokeback Mountain, The Unit, Quantum of Solace, Every Day, The Newsroom, Snitch - L'infiltrato, Manhattan, Black Mass - L'ultimo gangster, Suicide Squad, Black Widow,  Thunderbolts*
- Alessandro Budroni in Pan Am, The Equalizer - Il vendicatore, Stranger Things, Tyler Rake, Gran Turismo - La storia di un sogno impossibile
- Massimo De Ambrosis in Kinsey, Sleepless - Il giustiziere, No Sudden Move, Una notte violenta e silenziosa
- Franco Mannella in Revolutionary Road, State of Play, La preda perfetta - A Walk Among the Tombstones
- Roberto Draghetti in Law & Order - I due volti della giustizia (ep. 10x07), End of Watch - Tolleranza zero, Crisi in sei scene
- Roberto Certomà in Elementary, Rake
- Alessandro Quarta in Law & Order - I due volti della giustizia (ep. 18x12)
- Oreste Baldini in Law & Order - Unità vittime speciali
- Gianluca Iacono in Law & Order: Criminal Intent (ep. 4x08)
- Lorenzo Scattorin in Law & Order: Criminal Intent (ep. 8x09)
- Stefano Alessandroni in Awake - Anestesia cosciente
- Marco Mete in W.E. - Edward e Wallis
- Angelo Maggi in Thin Ice - Tre uomini e una truffa
- Antonio Sanna in The Green Hornet
- Stefano De Sando in Parkland
- Andrea Lavagnino in Banshee - La città del male
- Edoardo Nordio in State of Affairs
- Adriano Giannini in Hellboy
- Simone Mori in A Working Man

Da doppiatore è sostituito da:
- Massimo Bitossi in Animals, What If...?
- Alessandro Budroni ne I Simpson
- Carlo Scipioni in Star Wars: Visions

## Riconoscimenti
- Premio Emmy
  - 2017 – Candidatura al miglior attore non protagonista in una serie drammatica per Stranger Things[11]
  - 2018 - Candidatura al miglior attore non protagonista in una serie drammatica per Stranger Things
- Tony Award
  - 2005 – Candidatura al miglior attore non protagonista in un'opera teatrale per Chi ha paura di Virginia Woolf?[4]

- Golden Globe
  - 2018 – Candidatura al miglior attore non protagonista in una serie per Stranger Things[11]

- Screen Actors Guild Award
  - 2017 – Miglior cast in una serie drammatica per Stranger Things
  - 2018 - Candidatura al miglior attore in una serie drammatica per Stranger Things
  - 2018 - Candidatura al miglior cast in una serie drammatica per Stranger Things
  - 2020 - Candidatura al miglior attore in una serie drammatica per Stranger Things
  - 2020 - Candidatura al miglior cast in una serie drammatica per Stranger Things